# 西北天门冬
西北天门冬（学名：Asparagus persicus）为天门冬科天门冬属的植物。分布在伊朗、俄罗斯、蒙古以及中国大陆的新疆、甘肃、宁夏、青海等地，生长于海拔70米至2,900米的地区，见于盐碱地、戈壁滩及荒地上，目前尚未由人工引种栽培。
其种加词“Persicus”意为“波斯的”。